# Serjania clematidea
Serjania clematidea är en kinesträdsväxtart som beskrevs av Triana & Planch.. Serjania clematidea ingår i släktet Serjania och familjen kinesträdsväxter. Inga underarter finns listade i Catalogue of Life.